# Geschlechtshabitus
Geschlechtshabitus, Geschlechterhabitus oder geschlechtlicher Habitus hat sich seit den 1990ern als soziologischer Fachbegriff auf der Basis des soziologischen Habitusbegriffs entwickelt, um die Unterscheidung des Prinzips der Handlungspraxen entlang einer Geschlechtskategorie zu beschreiben. Über die Zuordnung zu einer Geschlechtskategorie werden „bestimmte Praxen generiert und andere verhindert“ (Michael Meuser). Im Zentrum der Handlungspraxen steht meist eine zweipolare Unterscheidung von männlichem und weiblichem Habitus auf sozialer und in der Folge auf individueller Ebene. Die Unterscheidung ist eine „Dimension des Sozialen“ und „Bestandteil der sozialen Ordnung“, über das ein unerschöpfliches System von Gegensätzen hervorgebracht wird. Menschen eignen sich den Geschlechtshabitus in ihrer psychosozialen Entwicklung an, d. h. er ist eine „alltägliche Selbstverständlichkeit“, die vorbewusst einverleibt, verinnerlicht und in der Identitätsarbeit laufend weiterentwickelt wird (Habitualisierung bzw. Sozialisation). Er zeigt sich in Bewegungen, Blicken und Gestik, aber auch im Denken und Fühlen. Der Geschlechtshabitus gehört zu den kulturellen Deutungsmustern, über die Geschlechtszugehörigkeit und Geschlechtsverhältnisse als Natur und Kultur zu einer unauflösbaren Einheit verbunden werden. Der Geschlechtshabitus ist allgegenwärtig und spiegelt die Macht der sozialen Geschlechterordnung wider.
Ziel des Fachbegriffs des Geschlechtshabitus ist die wissenschaftliche Beschreibung von Geschlecht als bio-psycho-sozialer Kategorie sozialer Ordnung und sozialer Differenzierung. Andere Fachbegriffe in diesem Bereich waren bzw. sind Geschlechtsidentität, Geschlechtscharakter, Geschlechtsrollencharakter, Geschlechterrolle, Gender und Doing Gender.

## Begriffsentwicklung: Geschlechtscharakter, Geschlechterrolle, Gender, Doing Gender, Geschlechtshabitus
Die zweipolare Unterscheidung von männlichem und weiblichem Habitus war unter anderem ein zentraler Aspekt der Verbürgerlichung westlicher Gesellschaften und der Durchsetzung des zugehören polaren Geschlechterideals. Dabei haben sich zur Beschreibung unterschiedliche Fachbegriffe entwickelt:
- Ende des 18. Jahrhunderts wurde zunächst auf das Konzept des Charakters zurückgegriffen, um den Begriff Geschlechtscharakter zu beschreiben. Er gilt jedoch mittlerweile als weitgehend veraltet.[3]
- Mit dem Aufkommen des Konzepts der sozialen Rolle setzte sich im 20. Jahrhundert zunehmend der Begriff Geschlechtsrollencharakter, Geschlechtsrolle bzw. Geschlechterrolle durch.
- Mit der zunehmenden Beschäftigung mit der sozialen Unterscheidungskategorie Geschlecht etablierte sich ab 1975 zunächst im englischen Sprachraum und später auch im Deutschen das Konzept „Gender“ und mit der praxeologischen Wende ab Ende des 20. Jahrhunderts das Konzept des Doing Gender[4]
- Seit Etablierung des Konzepts des Habitus Ende des 20. Jahrhunderts wird zunehmend auch der Begriff Geschlechtshabitus verwendet, der die Psycho- und Soziogenese von Gender bzw. Doing Gender wissenschaftlich erklärt.[5]

In der Alltagssprache wird noch weitgehend der Begriff der Geschlechterrolle bzw. Geschlechtsrolle verwendet. Damit geht meist ein wenig differenzierteres Konzept von Geschlecht als biopsychosozialer Kategorie sozialer Ordnung und sozialer Differenzierung einher. Teilweise sind dabei differenziertere Fachbegriffe nicht nur unbekannt, sondern wirken für die eigene Identität bedrohlich und werden abgelehnt. Im Vergleich zu den mittlerweile hoch differenzierten Fachbegriffen erscheinen geschlechtsbezogene Begriffe der Alltagssprache oftmals als unterkomplex bzw. als „naive, simplifizierende Vorstellung von Geschlecht als naturhafte, unveränderliche, an-sich-so-seiende Tatsache jenseits sozialer, kultureller und spezifisch historischer Bedingtheiten“.

## Geschlecht als „zweite Natur“
Durch die alltägliche Selbstverständlichkeit des Geschlechtshabitus wird die zugrundeliegende Habitualisierung quasi vergessen. Durch den zugrundeliegenden Dimorphismus wird der Eindruck befördert, dass der Geschlechtshabitus weitgehend biologisch bedingt ist. Dadurch ist eine Naturalisierung sozialer Praxis naheliegend. In der Folge wird der Geschlechtshabitus als zweite Natur angesehen und in seiner sozialen Bedingtheit und Veränderlichkeit verdeckt.

## Unterschiede Geschlechtshabitus und Geschlechterrolle
Geschlechtshabitus hat sich zu einem Grundbegriff der allgemeinen Soziologie entwickelt. Der Rollenbegriff impliziert eine Unterordnung des  Individuums unter die Gesellschaft, während im Habitus Individuen als selbstgestaltend, als aus den Möglichkeiten auswählend betrachtet werden. Aufgrund dieser Probleme des Begriffs der sozialen Rolle wurde der Begriff des Habitus seit Ende des 20. Jahrhunderts zunehmend dominant und wird seitdem auf mehr Bereiche sozialer Ungleichheit angewandt – auch auf den Bereich Geschlecht bzw. Gender.
Unterschiede zwischen Geschlechtshabitus und Geschlechterrolle sind:
- Geschlecht ist nicht lediglich eine einzige Rolle, sondern geht auf den sozialen Habitus als erzeugendes Prinzip zurück, durch den Geschlecht jeweils hergestellt wird.
- Geschlechtlich zu agieren, d. h. Doing Gender, ist nicht lediglich in einer bestimmten sozialen Rolle erforderlich (Lehrerrolle, Vaterrolle etc.), sondern in jeder sozialen Situation.
- Während eine Geschlechtsrolle dem Menschen äußerlich bleibt, da sie Unterordnung fordert und die Möglichkeit der Distanzierung bietet, wird mit dem Habitusbegriff eine bewusste Gestaltung durch das Individuum betont: Das Geschlecht wird einverleibt, psychisch verinnerlicht und auf individuelle Weise "gelebt", also "inkorporiert".[9] D.h. man kann sich nicht davon distanzieren, höchstens es mühevoll umlernen.